# Abumi-kuchi
L'Abumi-kuchi  és una estranya criatura peluda il·lustrada per Toriyama Sekien al Gazu Hyakki Tsurezure Bukuro ("La bossa de cent dimonis aleatoris il·lustrada").
El poema que l'acompanya suggereix que alguna vegada va pertànyer a un home que havia caigut en una batalla, és a dir, un soldat.